# Sakhalin
Sakhalin (tiếng Nga: Сахалин, phát âm [səxɐˈlʲin]) là một hòn đảo lớn ở phía bắc Thái Bình Dương, nằm giữa 45°50' và 54°24' vĩ Bắc. Hòn đảo là một phần của nước Nga, và cũng là hòn đảo lớn nhất của liên bang này. Về mặt hành chính, đảo là một phần của tỉnh Sakhalin. Sakhalin có diện tích bằng khoảng một phần năm diện tích của Nhật Bản, nằm ở ngay bờ biển phía đông của Nga, và nằm ngay phía bắc bờ biển đảo Hokkaido của Nhật Bản.
Các dân tộc bản địa trên đảo là người Ainu, người Orok  , và người Nivkh. Hầu hết người Ainu đã tái định cư đến Hokkaidō khi người Nhật bị trục xuất khỏi đảo vào năm 1949.
Trong thế kỷ 19 và 20, cả Nga và Nhật Bản đều đã từng tuyên bố có chủ quyền đối với Sakhalin, hai nước đã tranh chấp quyết liệt để giành được quyền kiểm soát đảo.

## Tên gọi
Tên gọi Sakhalin bắt nguồn từ việc dịch sai tên tiếng Mãn sahaliyan ula angga hada ("hòn đá lởm chởm ở cửa sông Amur"). Sahaliyan, từ được mượn để hình thành "Sakhalin", có nghĩa là "đen" trong tiếng Mãn và là tên tiếng Mãn của sông Amur (sahaliyan ula, nghĩa là "sông đen"). Tên tiếng Nhật của hòn đảo, Karafuto (樺太 (Hoa Thái)), bắt nguồn từ tiếng Ainu kamuy kar put ya mosir (カムイ・カラ・プト・ヤ・モシリ, rút ngắn thành Karput カラ・プト). Tên này được sử dụng bởi người Nhật trong thời gian chiếm đóng phần phía nam hòn đảo (1905–1945).
Vào thời nhà Đường, người Trung Quốc gọi đảo Sakhalin là Quật Thuyết (窟說), Khuất Thuyết (屈設); thời nhà Nguyên gọi là Cốt Ngôi (骨嵬) đến thời nhà Minh thì gọi là Khổ Di (苦夷), Khổ Ngột (苦兀), đến thời nhà Thanh thì gọi là Khố Diệp (庫葉), Khố Dã (庫野) hay Khố Hiệt (庫頁).

## Lịch sử

### Lịch sử ban đầu

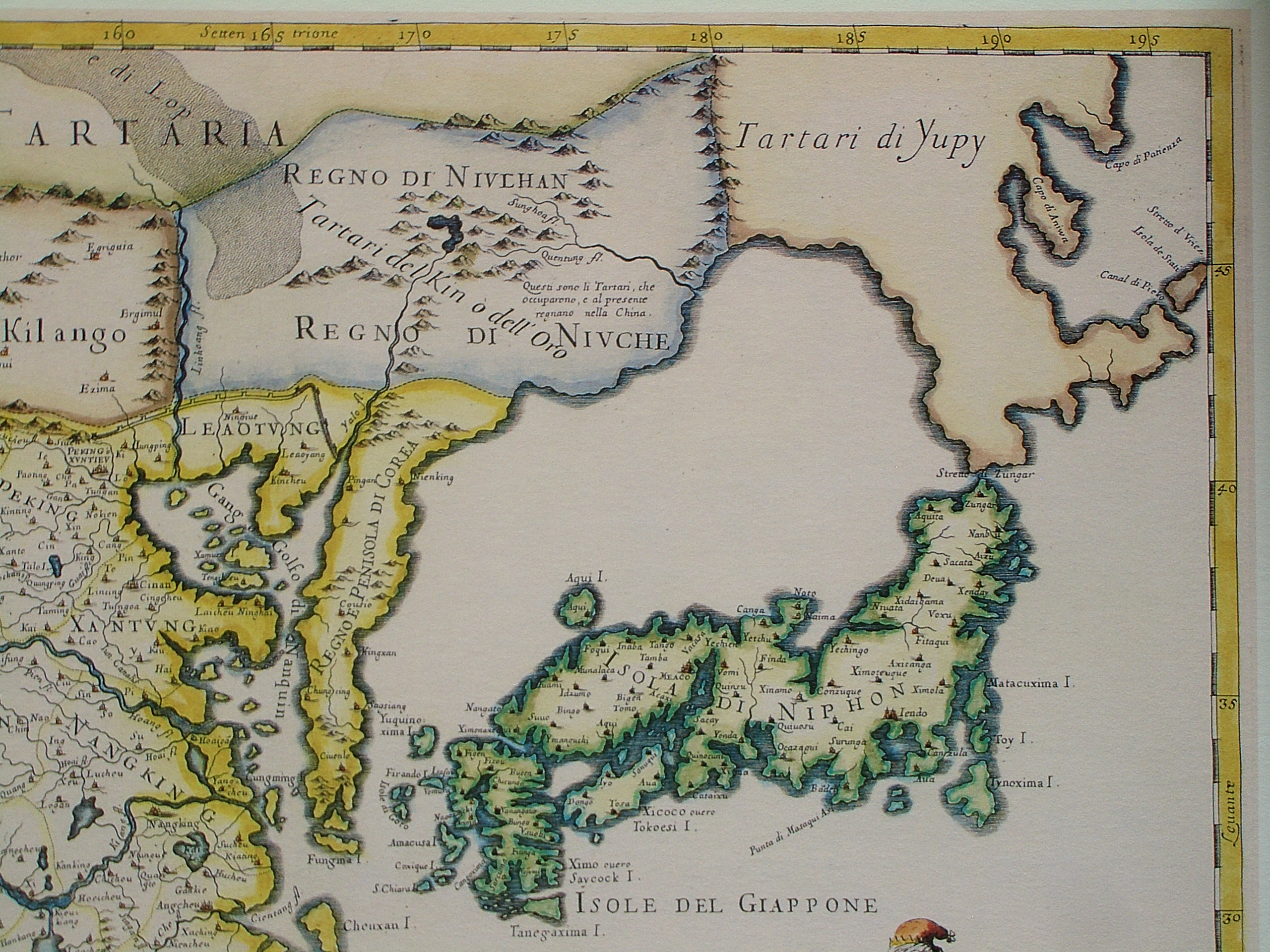
De Vries (1643) vẽ các mũi đất phía đông của Sakhalin, song không biết rằng ông đang thăm một hòn đảo (bản đồ từ năm 1682).

Sakhalin đã có người sinh sống từ thời đại đồ đá mới. Các đồ dùng để đánh lửa đã được tìm thấy tại Dui và Kusunai với số lượng rất lớn và tương tự những thứ được tìm thấy ở Siberi. Ngoài ra, người ta còn tìm thấy các rìu đá được đánh bóng tương tự như những hiện vật đã tìm thấy tại châu Âu, đồ gốm nguyên thủy với các họa tiết trang trí, và các vật nặng bằng đá của các lưới đánh cá. Số dân sử dụng công cụ đồ đồng về sau này đã để lại dấu tích trong các bức tường bằng đất và các đống chất thải trong quá trình nấu nướng ở vịnh Aniva.
Trong số các thổ dân tại Sakhalin thì người Ái Nỗ sinh sống ở nửa phía nam, người Ngạc La Khắc sinh sống ở khu vực giữa, và người Ni Phu Hách sống ở nửa phía bắc. Họ được ghi chép trong các thư tịch cổ Trung Hoa là các bộ lạc Tiên Ti và Hách Triết, sinh sống dựa vào săn bắt cá.

### Liên hệ với các triều đại Trung Quốc
Đế quốc Mông Cổ đã tiến hành một số nỗ lực nhằm chinh phục cư dân bản địa Sakhalin từ khoảng năm 1264. Theo Nguyên sử, chính sử của nhà Nguyên, 3000 đại quân đội Mông Cổ đã tiến đánh đảo Khố Hiệt, đánh bại người Cốt Ngôi (骨嵬, Gǔwéi), Sau đó, các trưởng lão Cốt Ngôi đã thực hiện các chuyến viếng thăm để triều cống cho đồn quân sự của nhà Nguyên. Đến năm 1284, người Cốt Ngôi phản lại nhà Nguyên, đến năm 1285 thì nhà Nguyên thiết lập Đông Chinh nguyên soái phủ để tăng cường quản lý vùng hạ du sông Hắc Long Giang và đảo Sakhalin. Đến năm 1308, Cốt Ngôi vương Thiện Nô đã sai người đến thỉnh cầu quy hàng, nhận mỗi năm nộp da và lông hải cẩu, rái cá. Người Ni Phu Hách và người Ngạc La Khắc đầu hàng trước, còn người Ái Nỗ chịu khuất phục người Mông Cổ về sau đó.
Vào đầu thời nhà Minh (1368–1644), quan hệ triều cống được tái thiết lập. Năm 1412, nhà Minh chinh phục Khổ Ngột, tại vùng ven biển bắc bộ của đảo thiết lập "Nang Cáp Nhi vệ", tại lưu vực sông Poronay ở trung bộ thiết lập "Ba La hà vệ", tại đông bộ của đảo thiết lập nên "Ngột Liệt Hà vệ", lệ thuộc vào Nô Nhĩ Can đô ti. Sau khi thiết lập các cơ sở của người Hán tại vùng sông Hắc Long Giang, tức giữa thế kỷ XV, người Ái Nỗ tại Sakhalin đã thường xuyên đến các tiền đồn do nhà Minh kiểm soát để cống nạp. Dưới triều Minh, người Hán gọi hòn đảo này là Khổ Ngột (tiếng Trung: 苦兀; bính âm: Kǔwù), và sau đó là Khố Hiệt (tiếng Trung: 庫頁; bính âm: Kùyè). Có một số bằng chứng về việc một thái giám triều Minh tên là Diệc Thất Cáp (亦失哈) đã thị sát Sakhalin vào năm 1413 vào một trong các cuộc thám hiểm của ông ở hạ du Hắc Long Giang, ông đã ban tước hiệu của nhà Minh cho một tộc trưởng địa phương và cũng là người đã thiết lập nên Nô Nhĩ Can đô ti vào năm 1411. Theo Thánh vũ ký (tiếng Trung: 聖武記) của Ngụy Nguyên, Hậu Kim đã cử 400 quân đến Sakhalin vào năm 1616 do quan tâm đến việc những người ở miền bắc Nhật Bản có các tiếp xúc với khu vực, song sau đó đã dời đi khi nhận thấy không có đe dọa từ hòn đảo. Sau khi thành lập nhà Thanh, triều đình quy thuộc đảo Sakhalin thuộc quyền quản lý của Ninh Cổ Tháp phó đô thống. Sau năm 1715, triều đình nhà Thanh chuyển quyền quản lý đảo sang Tam Tính phó đô thống. "Dân nhu" sống trên đảo mỗi năm lại đến vùng hạ du sông Amur để cống nạp da chồn cho nhà Thanh thông qua các tiền đồn của triều đình. Đến giữa thế kỷ XVIII, các quan chức nhà Thanh đã ghi vào sổ hộ tịch 56 nhóm họ; trong đó, nhà sử liệu nhà Thanh lưu ý rằng sáu thị tộc và 148 hộ người Ái Nỗ và người Ni Phu Hách nằm dưới sự bảo trợ hành chính của nhà Thanh tại Sakhalin.

### Người châu Âu và Nhật Bản thám hiểm

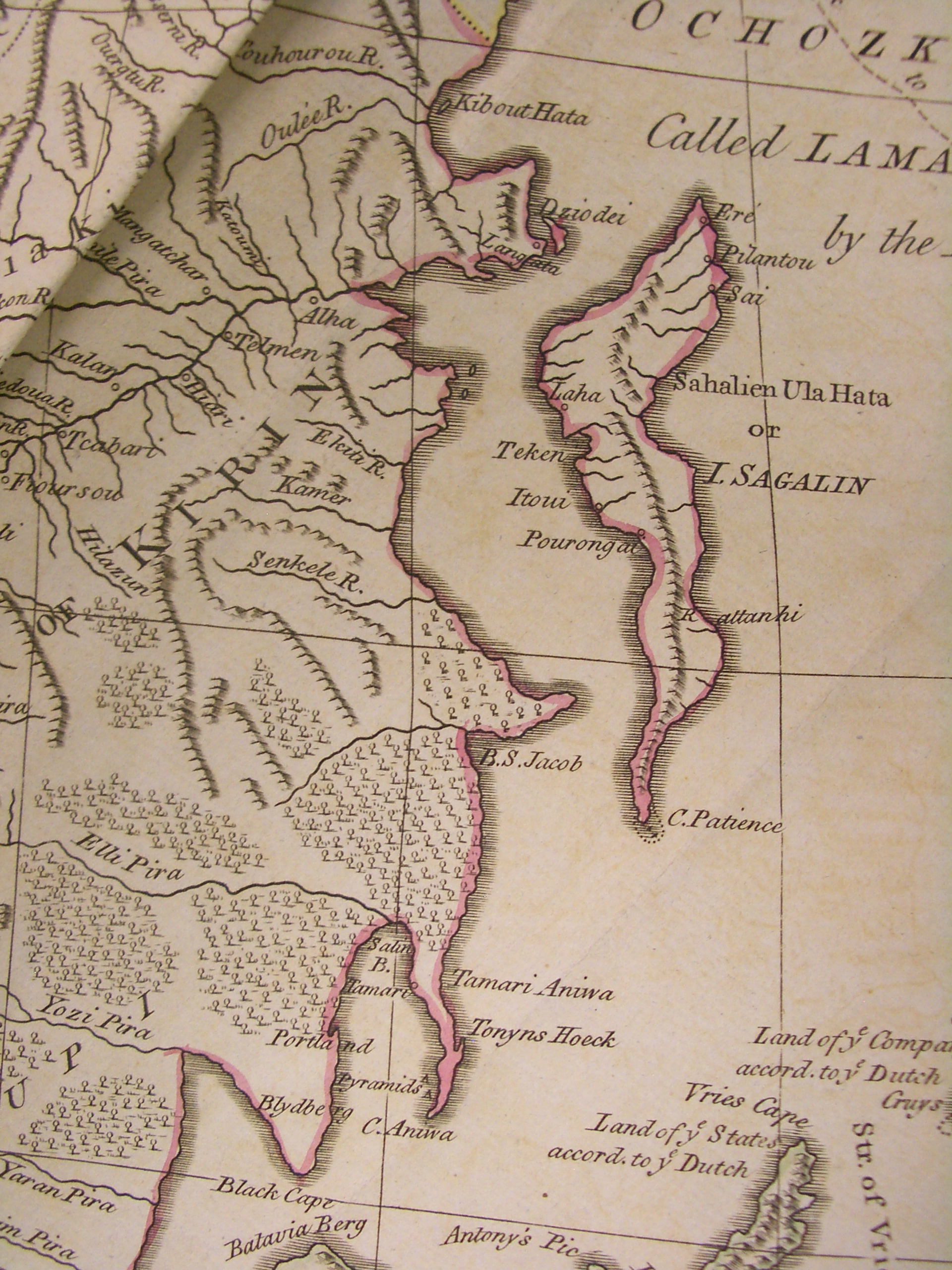
Sakhalin trên bản đồ năm 1773

Một điểm định cư của người Nhật đã được thiết lập tại Ōtomari ở cực nam của Sakhalin vào năm 1679 trong một nỗ lực nhằm thuộc địa hóa hòn đảo. Những nhà bản đồ học đến từ gia tộc Matsumae đã lập ra một bản đồ của hòn đảo và gọi nó là "Kita-Ezo" (Bắc Ezo, Ezo là tên cũ của các đảo ở phía bắc Honshu). Điều ước Nerchinsk năm 1689 giữa đế quốc Nga và nhà Thanh đã xác định dãy núi Stanovoy làm biên giới giữa hai bên, song đã không đề cập rõ ràng về hòn đảo. Tuy vậy, nhà Thanh vẫn xem hòn đảo là lãnh thổ của mình. Do nhà Thanh không có sự hiện diện quân sự trên đảo nên những người đến từ Nhật Bản đã cố định cư tại các đảo.
Martin Gerritz de Vries là người châu Âu đầu tiên được ghi nhận đã đến thăm Sakhalin, ông đã vẽ bản đồ mũi Patience và mũi Aniva trên bờ biển phía đông của đảo vào năm 1643. Tuy nhiên, vị hạm trưởng người Hà Lan đã không nhận thức được Sakhalin là một hòn đảo, và các bản đồ trong thế kỷ XVII thường thể hiện các điểm trên đảo, cũng như Hokkaido, là các bộ phận của lục địa.
Là một phần trong chương trình vẽ bản đồ toàn quốc Thanh-Pháp, hoàng đế Khang Hi đã phái các linh mục Dòng Tên là Jean-Baptiste Régis, Pierre Jartoux, và Xavier Ehrenbert Fridelli cùng một nhóm người Mãn đến viếng thăm vùng hạ du sông Amur vào năm 1709, và họ đã nghe những người bản địa ở hạ du Amur nói về sự hiện diện của hòn đảo ngoài biển ở gần đó. Các linh mục dòng Tên đã nghe được rằng những người dân trên đảo chăn nuôi tuần lộc giỏi. Họ báo cáo rằng những người ở lục địa sử dụng một số tên để gọi hòn đảo, song Saghalien anga bata, nghĩa là "đảo ở cửa sông đen" là tên phổ biến nhất, trong khi người dân bản địa này hoàn toàn không biết về tên gọi "Huye" (có lẽ là "Khố Hiệt", 庫頁, Kùyè) mà các linh mục nghe thấy ở Bắc Kinh.

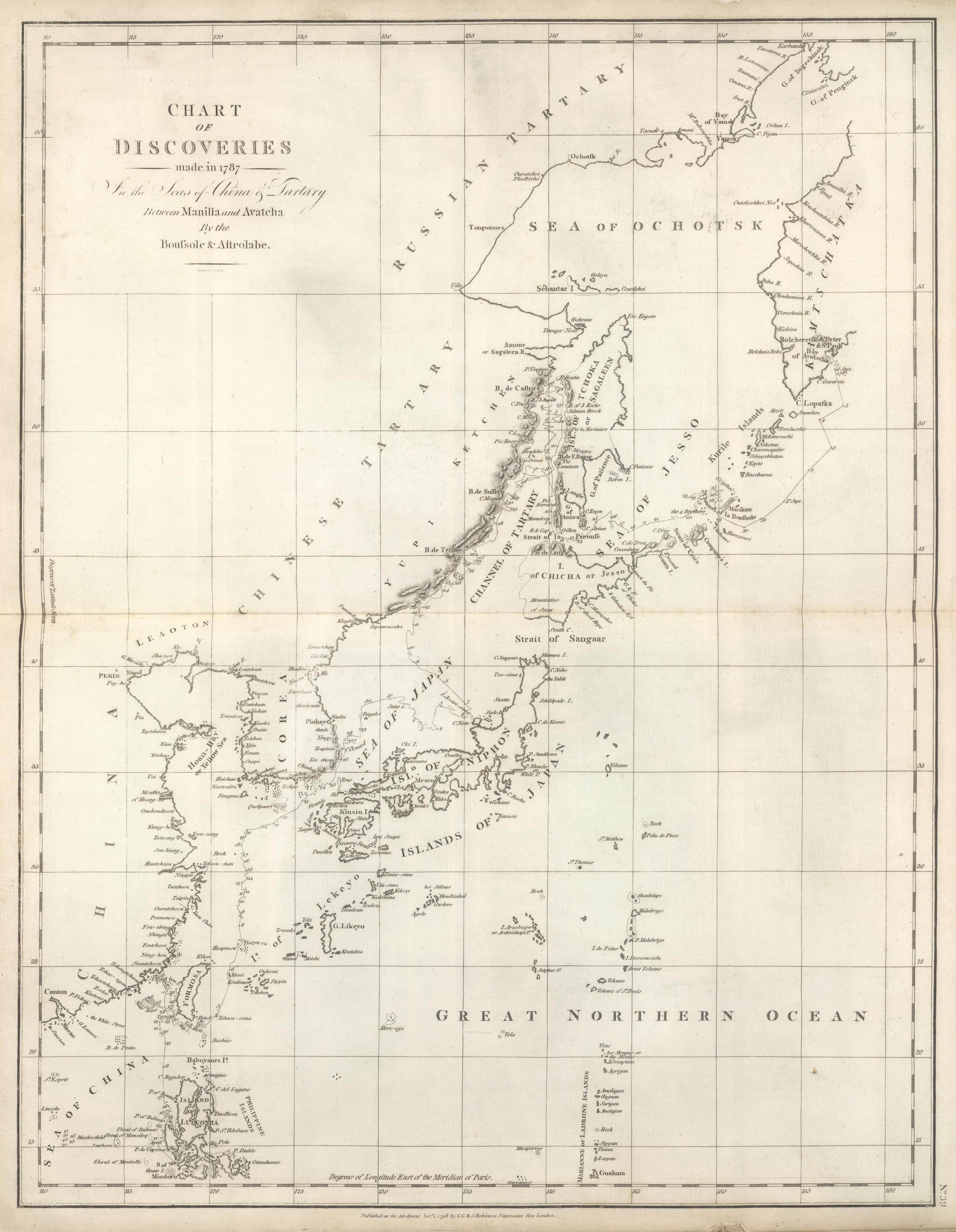
La Perouse đã vẽ bản đồ hầu hết bờ biển tây nam của Sakhalin (hay "Tchoka", do họ nghe thấy người dân bản địa gọi như vậy) vào năm 1787

Tuy nhiên, các linh mục dòng Tên đã không có cơ hội để đích thân đến viếng thăm hòn đảo, và các thông tin không đầy đủ về địa lý của những người dân bản địa ở hạ lưu Amur và người Mãn đã từng đến hòn đảo không cho phép họ xác định đây là vùng đất từng đã được de Vries viếng thăm vào năm 1643. Do vậy, nhiều bản đồ trung thế kỷ XVII thể hiện Sakhalin với một hình dạng khá kỳ lạ, trong đó chỉ có một nửa phía bắc của hòn đảo (với mũi Patience), trong khi mũi Aniva được de Vries khám phá và "Mũi Đen" (Mũi Crillon) được xem là phần của đất liền.
Jean-François de La Pérouse đã thám hiểm khu vực đảo Sakhalin vào năm 1787, và đã vẽ hải đồ eo biển Tatar, song ông đã không thể đi qua nút thắt cổ chai ở phía bắc của nó do nghịch gió, từ đó các bản đồ của người châu Âu miêu tả về hòn đảo mới có hình dạng tương tự như các bản đồ hiện nay. La Pérouse đã gặp một vài người dân đảo gần nơi mà ngày nay gọi là eo biển Nevelskoy và họ nói với ông hòn đảo được gọi là "Tchoka" (hoặc ít nhất là gần với âm mà ông phiên dịch bằng tiếng Pháp), và sau đó cái tên này được sử dụng trên một số bản đồ.
Nhà thám hiểm người Nga Adam Johann von Krusenstern đã viếng thăm Sakhalin vào năm 1805, nhưng lại xem nó là một bán đảo.
Các chuyến viếng thăm của các cường quốc châu Âu đã báo động Nhật Bản, nước này đã tuyên bố chủ quyền đối với toàn bộ hòn đảo vào năm 1807. Người Nhật Bản nói rằng Mamiya Rinzō là người đã thực sự khám phá ra eo biển Tatar vào năm 1809.

### Nga-Nhật kình địch

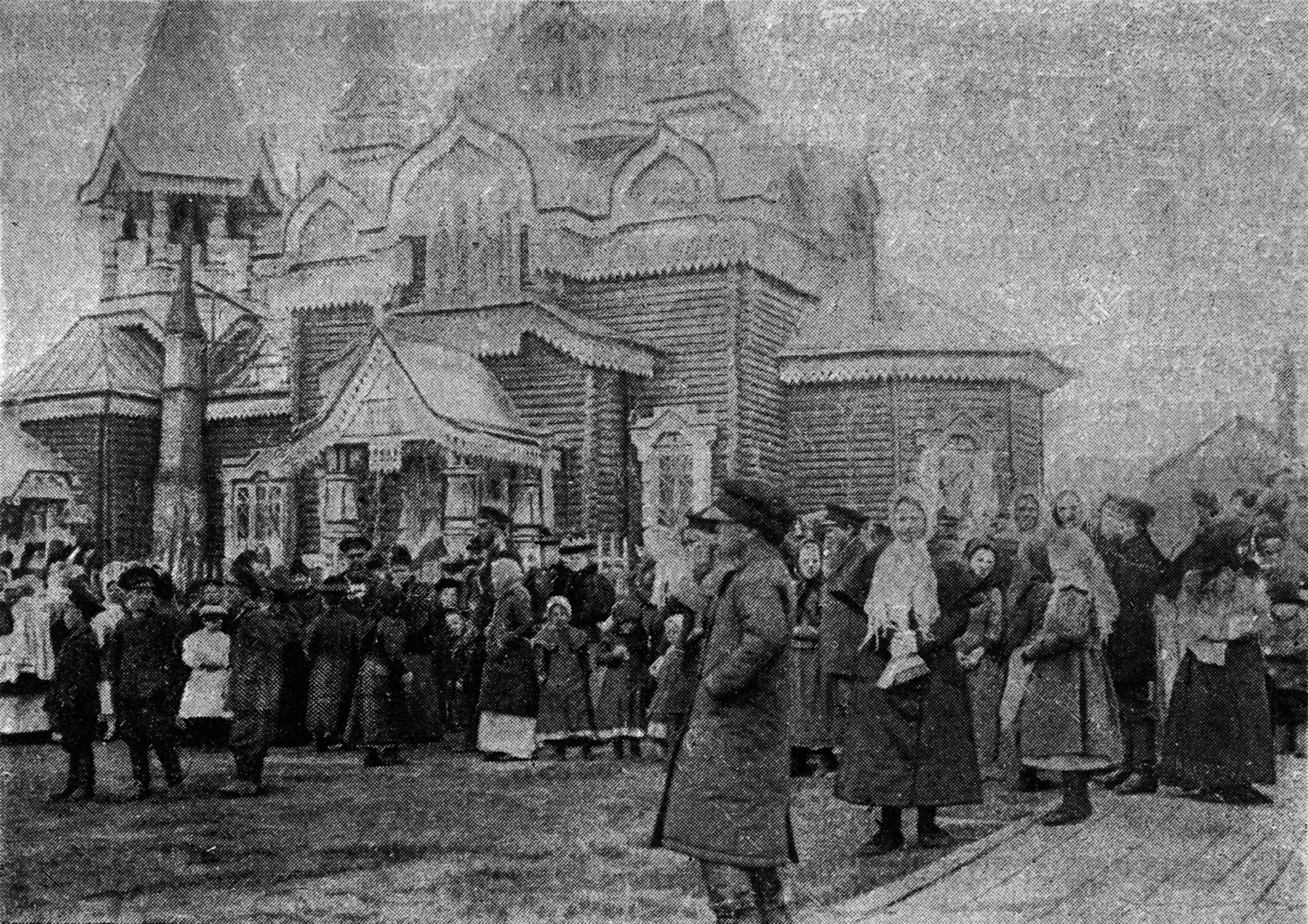
Những người Nga định cư trên đảo, gần một nhà thờ vào ngày lễ, 1903

Nhật Bản xem Sakhalin là một phần mở rộng của Hokkaidō về mặt địa lý và văn hóa, và lại một lần nữa tuyên bố chủ quyền đối với toàn bộ hòn đảo vào năm 1845, cũng như quần đảo Kuril. Tuy nhiên, nhà hàng hải người Nga Gennady Nevelskoy vào năm 1849 đã ghi nhận sự tồn tại và khả năng thông hành của eo biển giữa đảo và lục địa. Bất chấp những tuyên bố chủ quyền của nhà Thanh và Nhật Bản, những người định cư Nga đã hình thành các mỏ than, các cơ sở chính quyền, trường học, nhà tù và các nhà thờ trên đảo. Nhật Bản lại tuyên bố chủ quyền đối với Sakhalin (mà họ gọi là Karafuto) vào năm 1865 và chính quyền nước này đã cho xây dựng một bia để thông báo điều này ở cực bắc của hòn đảo.
Năm 1855, Nga và Nhật Bản đã ký hiệp ước Shimoda, theo đó thì công dân hai nước đều có thể sinh sống ở hòn đảo: người Nga ở phía bắc, và người Nhật ở phía nam, không có ranh giới rõ ràng giữa hai khu vực. Nga cũng đồng ý bỏ các căn cứ quân sự tại Ootomari. Sau Chiến tranh Nha phiến, người Nga đã buộc nhà Thanh phải ký Điều ước Aigun (1858) và Điều ước Bắc Kinh (1860), theo đó thì Đại Thanh để mất về tay người Nga tất cả các lãnh thổ ở phía bắc sông Amur và phía đông sông Ussuri, bao gồm cả Sakhalin. Nga đã thiết lập một katorga tại Sakhalin vào năm 1857, song phần phía nam của đảo vẫn nằm trong tay người Nhật cho đến Hiệp ước Sankt-Peterburg (1875), theo đó thì Nhật Bản nhượng lại Sakhalin cho Nga để đổi lấy quần đảo Kuril.

### Phân chia đảo

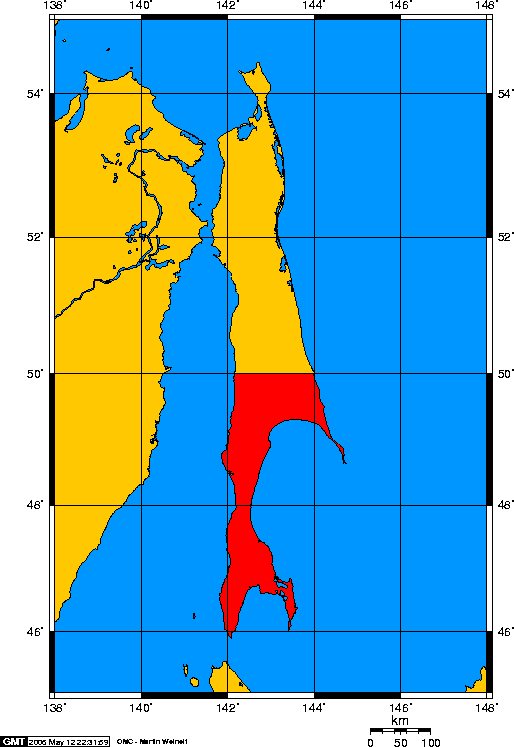
Đảo Sakhalin với Karafuto được tô đậm

Sau Chiến tranh Nga-Nhật, hai nước đã ký kết Hiệp ước Portsmouth vào năm 1905, theo đó thì phần phía nam của đảo ở phía dưới 50° vĩ Bắc sẽ quay trở lại thuộc chủ quyền của Nhật Bản; Nga giữ lại ba phần năm diện tích của hòn đảo. Trong cuộc can thiệp Siberi, Nhật Bản đã chiếm giữ phần phía bắc của đảo từ năm 1920 đến năm 1925.
Nam Sakhalin được Nhật Bản tổ chức thành thính Karafuto (Karafuto-chō (樺太庁)), với thủ phủ là Toyohara, tức Yuzhno-Sakhalinsk ngày nay, và có một lượng lớn người nhập cư đến từ Triều Tiên.
Ở phía bắc, người Nga tổ chức vùng thuộc chủ quyền của mình thành tỉnh Sakhalin, với thủ phủ đặt tại Aleksandrovsk-Sakhalinsky.

### Chiến tranh thế giới thứ hai
Tháng 8 năm 1945, theo các thỏa thuận trong Hội nghị Yalta, Liên Xô được nắm quyền kiểm soát đối với Sakhalin. Liên Xô đã tấn công phía nam Sakhalin trong Chiến dịch Mãn Châu và bắt đầu vào ngày 11 tháng 8 năm 1945, tức sau vụ ném bom nguyên tử xuống Hiroshima và Nagasaki và bốn ngày trước khi Nhật Bản đầu hàng. Quân đoàn súng trường số 56 bao gồm sư đoàn súng trường 79, lữ đoàn súng trường 2, lữ đoàn súng trường 5 và lữ đoàn bọc thép 214 đã tấn công sư đoàn số 88 của Nhật Bản. Mặc dù Hồng quân đông gấp ba lần quân Nhật, song họ đã không thể tiến lên do sự kháng cự quyết liệt của Nhật Bản.
Cho đến khi lữ đoàn súng trường 113 và tiểu đoàn súng trường thủy quân lục chiến độc lập 365 từ Sovetskaya Gavan đổ bộ lên Tōro (塔路) — một ngôi làng ven bờ biển ở phía tây của Sakhalin — vào ngày 16 tháng 8 thì Liên Xô mới có thể phá vỡ tuyến phòng thủ của Nhật Bản. Sức kháng cự của Nhật Bản ngày một suy yếu sau cuộc đổ bộ này. Giao tranh chủ yếu là các cuộc đụng độ nhỏ và chấm dứt vào ngày 21 tháng 8. Từ ngày 22 tháng 8 đến ngày 23 tháng 8, hầu hết các đơn vị còn lại của Nhật Bản đã tuyên bố tạm ngừng bắn. Liên Xô đã hoàn thành cuộc chinh phục Sakhalin vào ngày 25 tháng 8 năm 1945 khi chiếm đóng thủ phủ Toyohara. Các nguồn của Nhật Bản ước tính số dân thường thiệt mạng trong cuộc xâm lược Sakhalin là 3.500-3.700 người, song không rõ về con số chính xác.。

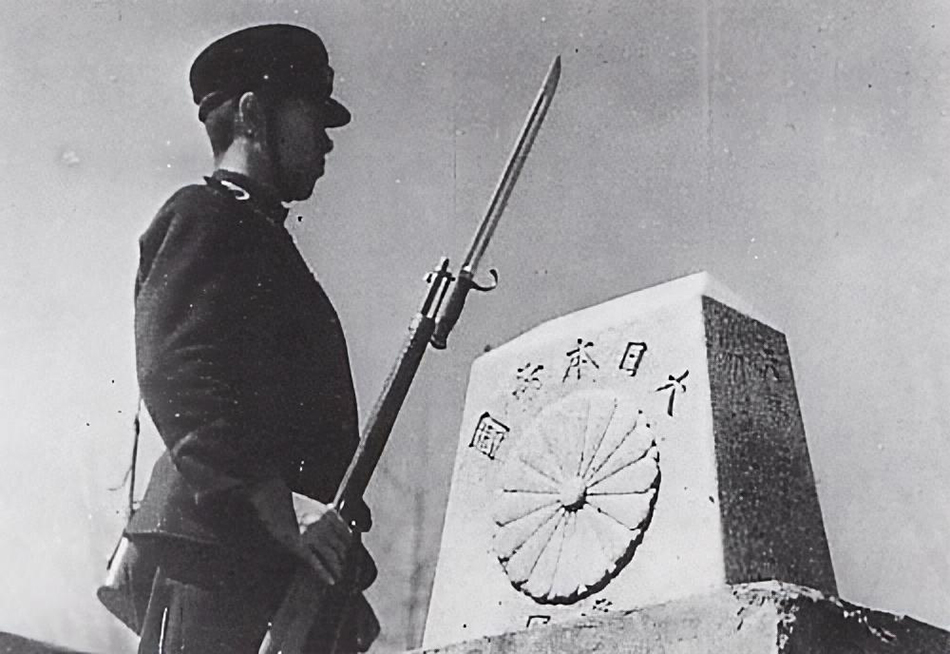
Binh lính Nhật Bản bên mốc biên giới tại 50° vĩ Bắc

Trong tổng số 448.000 cư dân người Nhật sinh sống tại Nam Sakhalin vào năm 1944, một lượng đáng kể đã được sơ tán trong khoảng thời gian cuối của chiến tranh, song vẫn còn lại 300.000 hoặc tương đương ở lại đảo trong vài năm nữa. Trong khi phần lớn người Nhật đã di tản đến Nhật Bản trong giai đoạn 1946–1950, thì hàng chục nghìn người gốc Triều Tiên (và một số vợ chồng người Nhật của họ) vẫn ở lại Liên Xô.

### Lịch sử gần đây
Ngày 1 tháng 9 năm 1983, Korean Air Flight 007, một máy bay dân sự của Hàn Quốc, đã bay qua Sakhalin và bị Liên Xô bắn hạ ngay phía tây đảo Sakhalin, gần đảo nhỏ Moneron; Liên Xô tuyên bố rằng đó là một máy bay gián điệp. Toàn bộ 269 hành khách và phi hành đoàn đã thiệt mạng, bao gồm cả nghị sĩ Hoa Kỳ Larry McDonald.
Ngày 28 tháng 5 năm 1995, một trận động đất mạnh 7,5 độ Richter đã xảy ra, giết chết 2,000 người tại thị trấn Neftegorsk.

## Địa lý

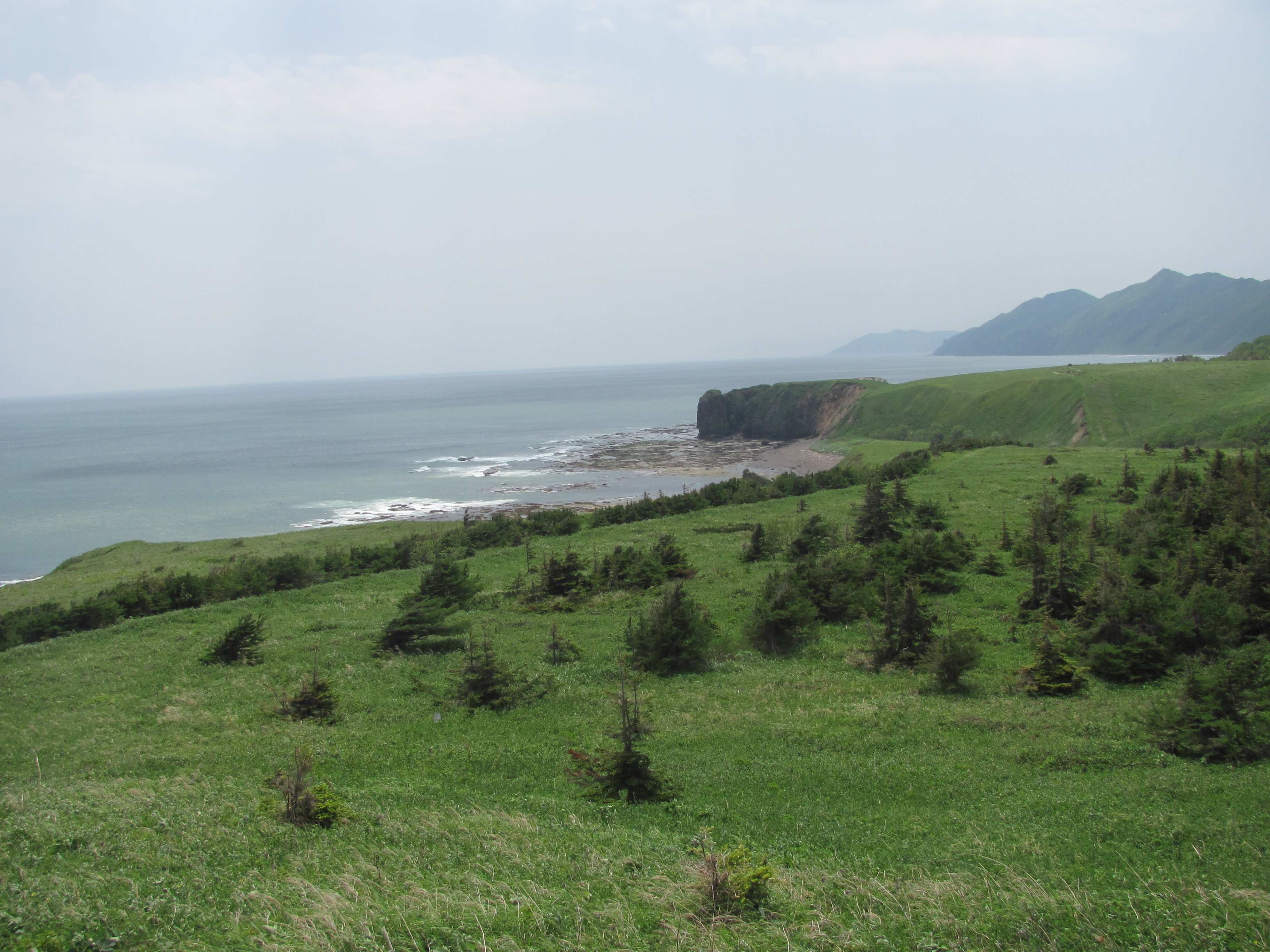
Cape Tihii, Sakhalin

Sakhalin tách biệt với lục địa qua eo biển Tatar hẹp và nông, thường bị đóng băng vào mùa đông ở phần hẹp nhất của nó, và tách biệt với Hokkaidō, (Nhật Bản) qua eo biển Soya hay eo biển La Pérouse. Sakhalin là đảo lớn nhất tại Nga, dài 948 km (589 mi), và rộng 25 đến 170 km (16 đến 106 mi), diện tích đạt 72.492 km2 (27.989 dặm vuông Anh).
Còn nhiều điều chưa hoàn chỉnh trong kiến thức về kết cấu sơn văn và địa chất của đảo. Một giải thuyết cho rằng Sakhalin đã nổi lên từ vòng cung đảo Sakhalin. Gần hai phần ba Sakhalin là đồi núi. Có hai dãy núi chạy song song từ bắc đến nam đảo, đạt đến cao độ 600–1500 m (2000–5000 ft). Đỉnh cao nhất của dãy núi phía Tây là Ichara với cao độ 1.481 m (4.859 ft), còn đỉnh cao nhất dãy núi phía Đông là Lopatin với cao độ 1.609 m (5.279 ft), đó cũng là đỉnh cao nhất trên đảo. Thung lũng Tym-Poronaiskaya chia tách hai dãy núi. Các dãy núi Susuanaisky và Tonino-Anivsky đi ngang qua đảo ở phía nam, trong khi đồng bằng đầm lầy Bắc Sakhalin chiếm phần lớn miền Bắc.

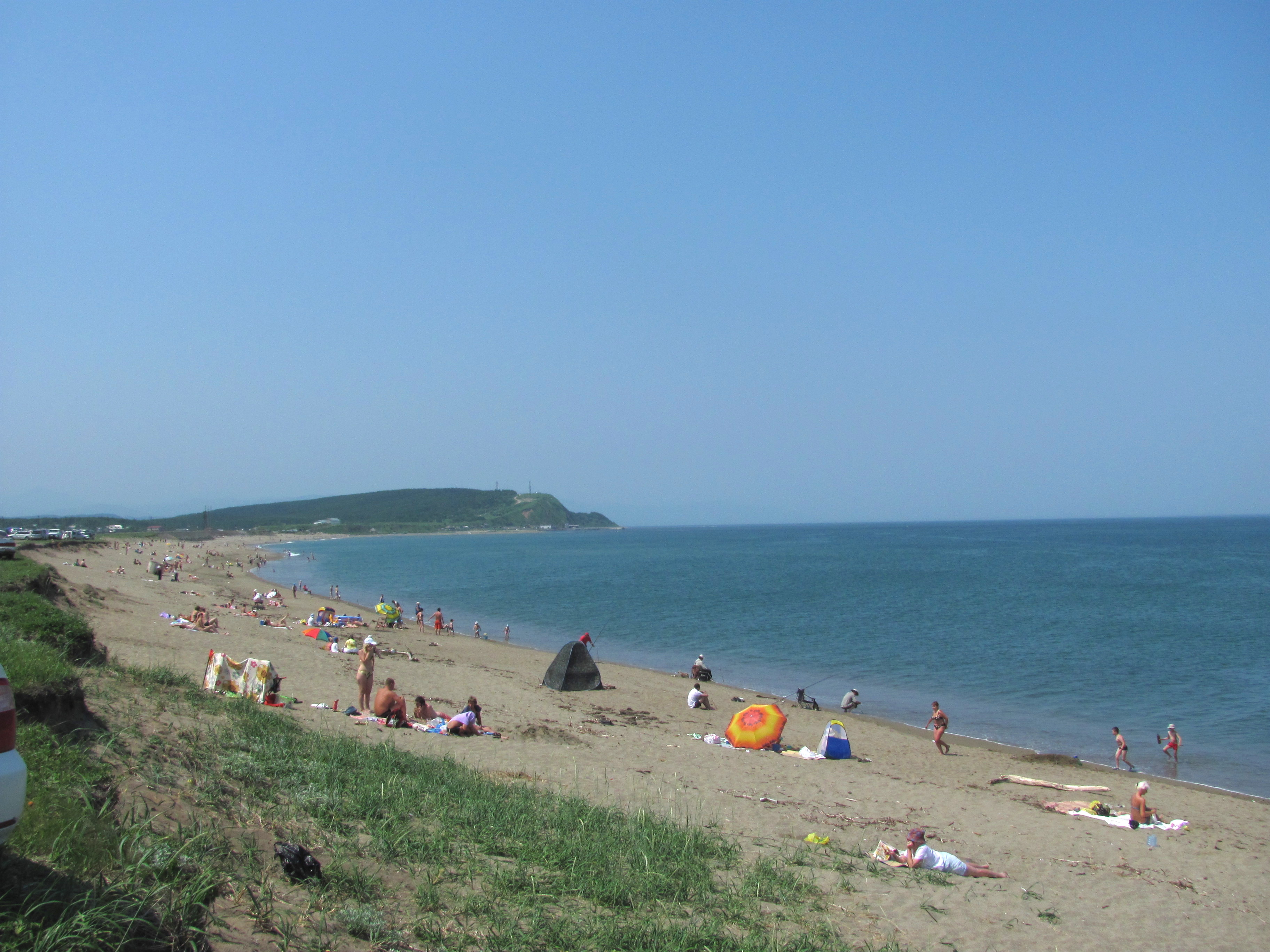
Bờ biển Okhotsk của đảo Sakhalin

Các đá kết tinh trồi lên tại một vài mũi đất; các đá vôi kỷ Phấn trắng, bao gồm một hệ động vật phong phú và đặc trưng của các cúc đá khổng lồ, xuất hiện tại Dui ở bờ biển phía tây; và các cuội kết, sa thạch, mác-nơ và đất sét phân đại Đệ Tam, bị bao phủ bởi các biến động tiếp sau, được tìm thấy tại nhiều phần của đảo. Đất sét, có chứa các tầng than và hóa thạch thực vật phong phú, đã thể hiện rằng trong thế Trung Tân, Sakhalin tạo thành một phần của một lục địa bao gồm phía bắc châu Á, Alaska và Nhật Bản, và đã có một khí hậu tương đối ấm áp. Các trầm tích thế Thượng Tân có chứa một loài động vật nhuyễn thể sống ở gần Bắc Cực, cho thấy rằng cầu nối giữa Thái Bình Dương và Bắc Băng Dương có lẽ từng rộng lớn hơn so với bây giờ.
Các sông chính trên đảo: Tym, dài 330 km (205 mi) và thuyền nhỏ cùng bè có thể thông hành 80 km (50 mi), chảy về phía bắc và đông bắc với nhiều ghềnh và chỗ nông, đổ vào biển Okhotsk. Sông Poronai chảy theo hướng nam-đông nam và đổ vào vịnh Patience hay vịnh Shichiro ở bờ biển đông nam của đảo. Có ba dòng chảy nhỏ khác đổ vào vịnh Aniva hình bán nguyệt ở cực nam của đảo.
Điểm cực bắc của Sakhalin là mũi Elisabeth trên bán đảo Schmidt, còn mũi Crillon là cực nam của đảo.
Sakhalin có một số đảo nhỏ ở xung quanh, Moneron là vùng đất duy nhất ở eo biển Tatar, dài 7,2 km (4,5 mi) và rộng 5,6 km (3,5 mi), nằm cách bờ biển gần nhất của Sakhalin khoảng 24 hải lý (44 km) và cách thành phố cảng Nevelsk 41 nmi (76 km).

## Nhân khẩu

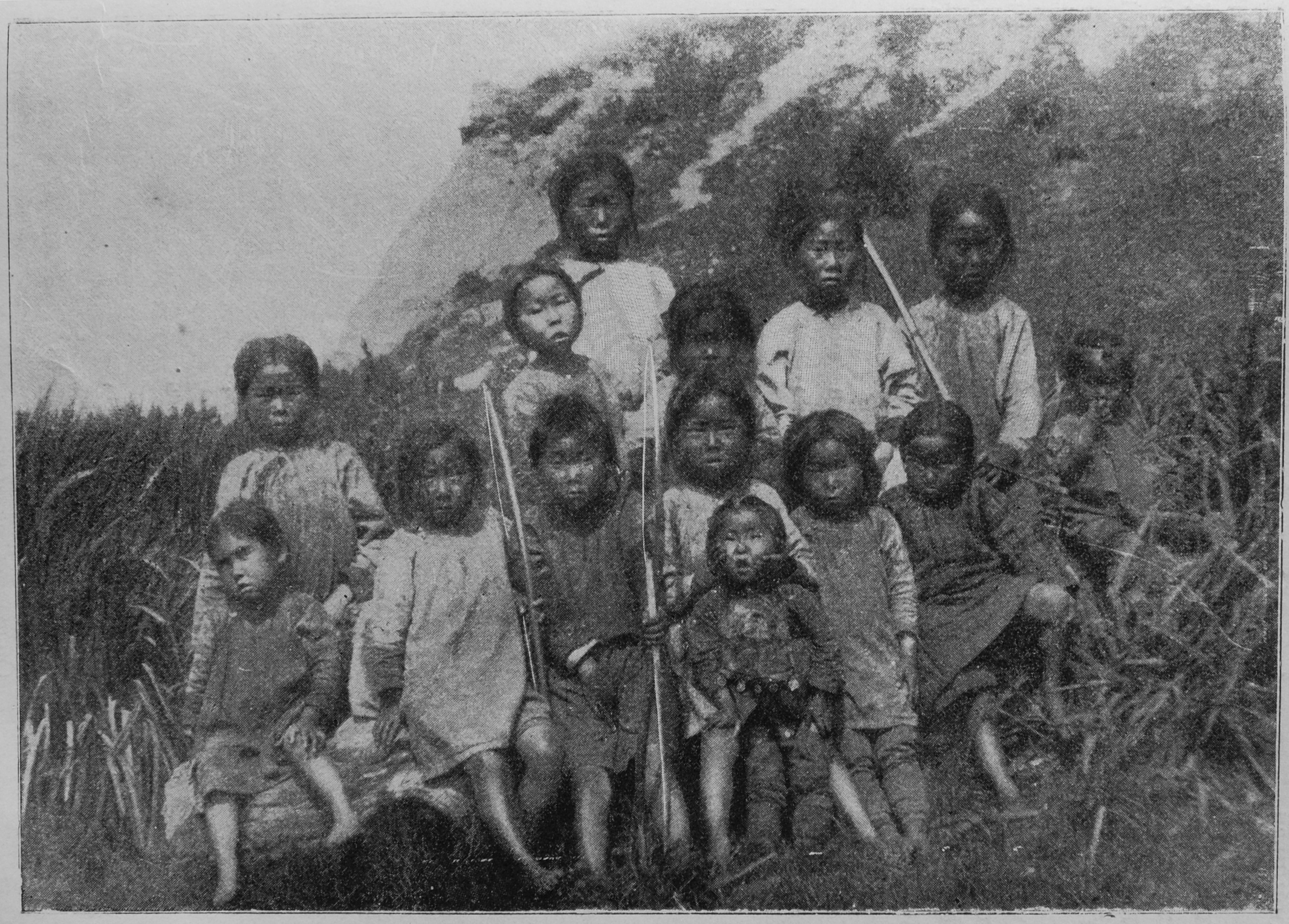
Trẻ em người Nivkh tại Sakhalin khoảng năm 1903

Vào đầu thế kỷ, khoảng 32.000 người Nga (trong đó hơn 22.000 người bị kết án tù) đã sinh sống ở Sakhalin cùng với hàng nghìn cư dân bản địa. Dân số hòn đảo đã tăng lên 546.695 theo điều tra dân số năm 2002, 83% trong đó là người Nga, theo sau là người Triều Tiên với khoảng 30.000 (5,5%), người Ukraina và người Tatar, người Yakut và người Evenk. Cư dân bản địa bao gồm khoảng 2.000 người Nivkh và 750 người Orok. Người Nivkh ở phía bắc sinh sống nhờ đánh cá và săn bắn. Năm 2008, có 6.416 người được sinh ra và 7.572 người tử vong.
Thủ phủ Yuzhno-Sakhalinsk là một thành phố có khoảng 175.000 cư dân, và có một thiểu số lớn người Triều Tiên, thường được gọi là người Triều Tiên Sakhalin, họ đã bị người Nhật ép buộc đưa đến đảo trong Chiến tranh thế giới thứ hai để làm việc trong các mỏ than. Phần lớn cư dân Sakhalin sống tại nửa phía nam của hòn đảo, chủ yếu tập trung quanh Yuzhno-Sakhalinsk và hai đô thị cảng Kholmsk và Korsakov.
400.000 người Nhật Bản định cư tại Sakhalin (bao gồm tất cả người Ainu bản địa) đã bị trục xuất sau khi quân đội Liên Xô xâm chiếm nửa phía nam của đảo trong Chiến tranh thế giới thứ hai.

## Khí hậu
Biển Okhotsk đảm bảo Sakhalin có một khí hậu lạnh song ẩm ướt, thay đổi từ khí hậu lục địa ẩm (Köppen Dfb) ở phía nam đến khí hậu cận Bắc Cực (Dfc) ở miền trung và miền bắc. Sự ảnh hưởng của hải dương khiến cho khí hậu trên đảo mát hơn rất nhiều vào mùa hè so với các thành phố cùng vĩ độ trong nội địa như Cáp Nhĩ Tân hay Irkutsk, song khiến cho mùa đông có nhiều tuyết rơi trong khi vẫn cực kỳ lạnh giá, chỉ ấm hơn vài độ so với các thành phố Đông Á có cùng vĩ độ. Mùa hè trên đảo cũng khiến cho con người có cảm giác khó chịu với sương mù và ít ánh nắng mặt trời và điều kiện liên tục ẩm ướt thích hợp cho muỗi phát triển.
Sakhalin có lượng mưa lớn, do có gió mạnh về đất liền vào mùa hè và các cơn bão tại Bắc Thái Bình Dương ảnh hưởng đến đảo với tần suất cao vào mùa thu. Lượng mưa thay đổi từ 500 milimét (20 in) ở bờ biển tây bắc đến hơn 1.200 milimét (47 in) ở vùng đồi núi phía nam. Ngược với vùng nội địa Đông Á, gió thổi về đất liền đảm bảo cho Sakhalin có mưa quanh năm và lên đến đỉnh vào mùa thu. Lớp băng tuyết có thể dày đến 5 mét tại các khu vực đồi núi của đảo.

## Động thực vật
Toàn bộ Sakhalin được các cánh rừng dày đặc bao phủ, chủ yếu là thông. Vân sam Yezo (hay Yeddo) (Picea jezoensis), lãnh sam Sakhalin (Abies sachalinensis) và Dahuria (Larix gmelinii) là các loài cây chính; ở phần thượng của các ngọn núi là thông lùn Siberi (Pinus pumila) và tre Kuril (Sasa kurilensis). Các loài bạch dương, cả bạch dương bạc Siberia (Betula platyphylla) và bạch dương Erman (Betula ermanii), dương, du lá thon, anh đào dại (Prunus padus), thanh tùng Nhật Bản (Taxus cuspidata) cùng một số loài liễu và mọc lẫn với các cây thông; trong khi ở xa về phía nam là sự hiện diện của các loài phong, thanh lương trà và sồi, cũng như Panax ricinifolium, hoàng bách (Phellodendron amurense), (Euonymus macropterus) và nho (Vitis thunbergii). Tầng cây thấp có các loài cây quả mọng (ví dụ như mạn việt quất), cơm cháy quả đỏ (Sambucus racemosa), phúc bồn tử và mơ trân châu.
Gấu, cáo, rái cá và Chồn zibelin có nhiều ở Sakhalin, tuần lộc ở phía bắc, và hươu xạ, thỏ rừng, sóc, chuột cống và chuột nhắt ở khắp mọi nơi. Các loài chim giống như ở miền đông Siberi, song tại đảo có một số loài đặc hữu hoặc gần đặc hữu, đáng chú ý là Tringa guttifer và Phylloscopus borealoides có nguy cơ tuyệt chủng. Các dòng sông có nhiều cá, đặc biệt là các loài cá hồi (Oncorhynchus). Nhiều cá voi đến vùng biển ven bờ của đảo, bao gồm cá voi xám Tây Thái Bình Dương, một loài đang ở trong tình trạng cực kỳ nguy cấp. Các loài cá voi có nguy cơ tuyệt chủng khác xuất hiện trong khu vực là cá voi đầu bò Bắc Thái Bình Dương, cá voi đầu cong và cá voi trắng.

## Giao thông

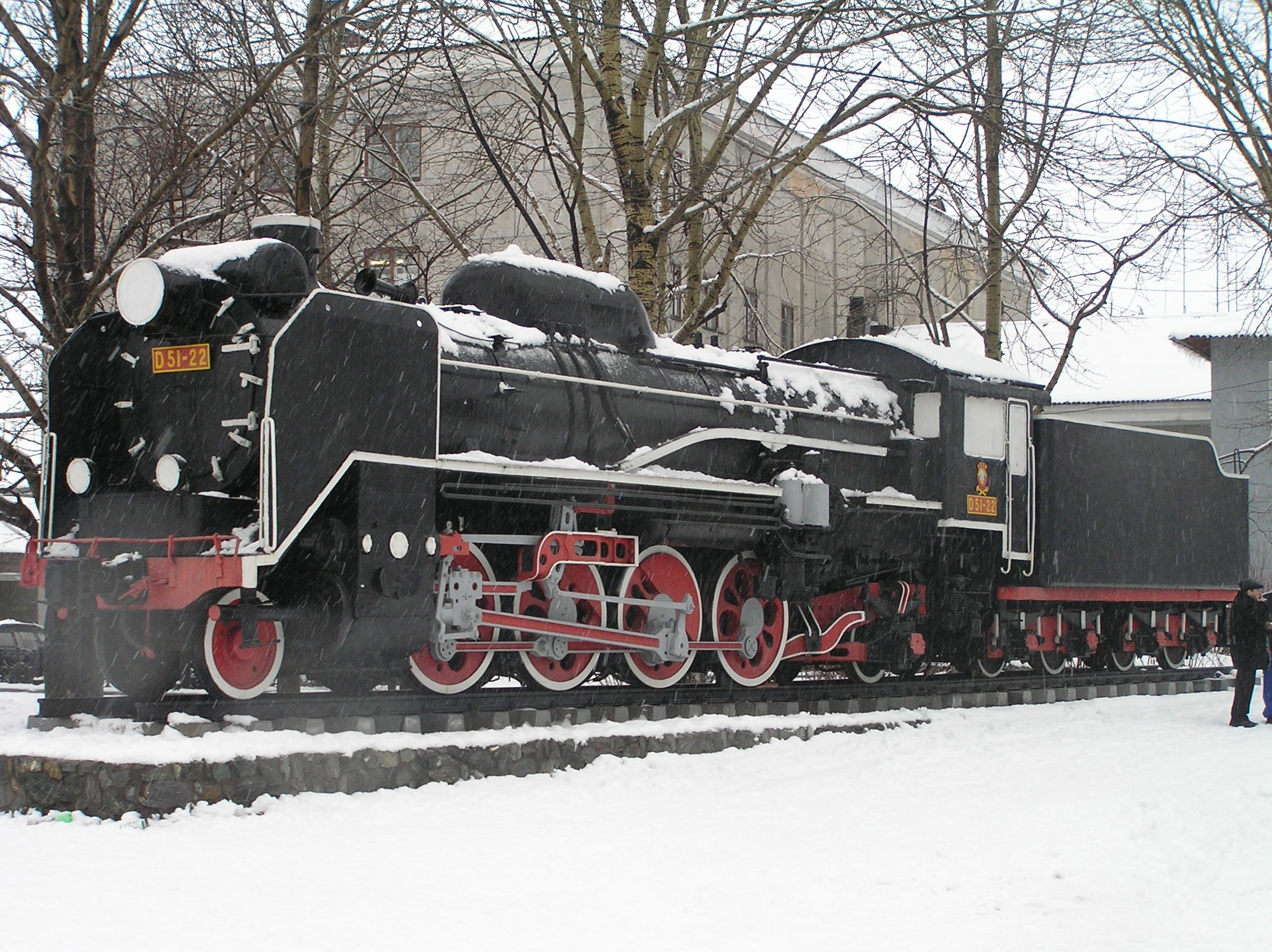
Một đầu máy hơi nước D51 của Nhật Bản bên ngoài nhà ga xe lửa Yuzhno-Sakhalinsk

### Đường biển
Giao thông, đặc biệt là bằng đường biển, là một phần quan trọng trong nền kinh tế Sakhalin. Gần như tất cả các hàng hóa đến Sakhalin (và quần đảo Kuril) được đưa đến trên các tàu thuyền vận chuyển hàng hóa, hoặc bằng phà trong các toa xe đường sắt, thông qua phà đường sắt SSC từ cảng Vanino trong lục địa đến Kholmsk. Các cảng Korsakov và Kholmsk là lớn nhất và là nơi nhập tất cả các loại hàng hóa đến, trong khi các lô hàng than đá và gỗ thường đi qua các cảng khác. Năm 1999, một tuyến phà đã được mở giữa các cảng Korsakov và Wakkanai, Nhật Bản.
Công ty vận chuyển đường thủy lớn nhất Sakhalin là Sakhalin Shipping Company, trụ sở đặt tại Kholmsk ở bờ biển phía tây hòn đảo.

### Đường sắt
Khoảng 30% khối lượng vận chuyển hàng hóa nội địa đều được tiến hành trên các tuyến đường sắt tại đảo, hầu hết chúng được tổ chức thành Đường sắt Sakhalin (Сахалинская железная дорога), một trong 17 phân vùng lãnh thổ của Đường sắt Nga.
Mạng lưới đường sắt Sakhalin trải rộng từ Nogliki ở phía bắc đến Korsakov ở phía nam. Đường sắt của Sakhalin kết nối với mạng lưới đường sắt còn lại của Nga qua một tuyến phà đường sắt hoạt động giữa Vanino và Kholmsk.
Đến năm 2004, đường sắt Sakhalin mới chuyển đổi từ khổ 1.067 mm của Nhật sang khổ 1.520 mm của Nga. Các đầu máy hơi nước D51 của Nhật Bản vẫn được đường sắt Liên Xô sử dụng cho đến năm 1979.
Bên cạnh mạng lưới của Đường sắt Nga, cho đến tháng 12 năm 2006 công ty dầu khí địa phương (Sakhalinmorneftegaz) điều hành một tuyến đường sắt khổ hẹp (750 mm) kéo dài 228 kilômét (142 mi) từ Nogliki xa về phía bắc đến Okha (Узкоколейная железная дорога Оха — Ноглики). Trong những năm cuối, tuyến đường sắt này dần dần xấu đi; dịch vụ vận chuyển này đã chấm dứt vào tháng 12 năm 2006, và tuyến đường sắt đã bị tháo dỡ trong năm 2007–2008.

### Hàng không
Sakhalin có các chuyến bay thường xuyên đến Moskva, Khabarovsk, Vladivostok, và các thành phố khác tại Nga. Sân bay Yuzhno-Sakhalinsk có các tuyến bay quốc tế theo lịch trình thường xuyên đến Hakodate tại Nhật Bản, và Seoul cùng Busan tại Hàn Quốc. Ngoài ra, còn có các chuyến bay thuê bao đến các thành phố của Nhật Bản như Tokyo, Niigata, và Sapporo và tới các thành phố của Trung Quốc như Thượng Hải, Đại Liên, và Cáp Nhĩ Tân. Trước đây, Alaska Airlines có các chuyến bay từ Anchorage, Petropavlovsk và Magadan.

### Dự án liên kết cố định
Ý tưởng xây dựng một cây cầu giữa Sakhalin và lục địa Nga đã được thảo luận lần đầu trong thập niên 1930. Đến thập niên 1940, đã có một nỗ lực nhằm kết nối lục địa với đảo qua một đường hầm dưới biển dài 10 km song nỗ lực này đã chết yểu. Các công nhân được cho là đã thực hiện được một nửa chiều dài đường hầm trước khi dự án bị Nikita Khrushchev bãi bỏ. Năm 2000, chính phủ Nga đã hồi sinh ý tưởng này, có thêm một đề xuất là có thể là xây dựng một cây cầu dài 40 km giữa Sakhalin và đảo Hokkaidō của Nhật Bản, từ đó Nhật Bản có thể kết nổi với mạng lưới đường sắt Âu-Á. Tuy nhiên, ý tưởng này đã nhận được sự hoài nghi của chính phủ Nhật Bản và được xếp vào ngăn kéo sau khi chi phí ước tính lên tới 50 tỷ đô la Mỹ.
Tháng 11 năm 2008, tổng thống Nga khi đó là Dmitry Medvedev đã công bố sự hỗ trợ của chính phủ cho việc xây dựng đường hầm Sakhalin, cùng với việc phải cải tạo khổ đường sắt của các tuyến trên đảo theo khổ tiêu chuẩn của Nga, với chi phí ước tính 300–330 tỉ rúp.

## Kinh tế
Sakhalin có "khu vực một của nền kinh tế" dựa vào xuất khẩu dầu khí và khí thiên nhiên, khai thác than đá, lâm nghiệp, và đánh cá. Ngành nông nghiệp hạn chế với các cây trồng như lúa mạch đen, lúa mì, yến mạch, đại mạch và rau, song thời gian sinh trưởng trung bình của chúng ít hơn 100 ngày.
Sau sự sụp đổ của Liên Xô và tự do hóa kinh tế, Sakhalin đã trải qua thời kỳ bùng nổ dầu khí với các hoạt động thăm dò và khai thác được mở rộng với sự tham gia của hầu hết các tập đoàn đa quốc gia. Trữ lượng dầu mỏ và khí thiên nhiên của Sakhalin được tính tính đạt khoảng 14 tỉ thùng (2,2 km³) dầu mỏ và 96 tỉ tỉ ft³ (2.700 km³) khí thiên nhiên và đang tiến hành mở rộng theo các hợp đồng thỏa thuận phân chia sản phẩm liên quan đến các công ty dầu mỏ quốc tế như ExxonMobil và Shell.